# Ōmuta
Ōmuta (jap. 大牟田市 Ōmuta-shi) – miasto portowe w Japonii, w prefekturze Fukuoka, na wyspie Kiusiu; port nad zatoką Ariake-kai.

## Historia
1 kwietnia 1889 roku, w wyniku połączenia kilku wiosek w powiecie Miike, powstała miejscowość Ōmuta, a 1 marca 1917 roku zdobyła status miasta.

## Populacja
Zmiany w populacji terenu miasta w latach 1970–2015:
| Rok  | Populacja |
| ---- | --------- |
| 1970 | 175 143   |
| 1975 | 165 969   |
| 1980 | 163 000   |
| 1985 | 159 424   |
| 1990 | 150 453   |
| 1995 | 145 085   |
| 2000 | 138 629   |
| 2005 | 131 090   |
| 2010 | 123 638   |
| 2015 | 117 360   |